# Rex Easton
Rex Easton (12. prosince 1913 – 21. prosince 1974) byl americký automobilový závodník.
Rex byl statný muž s vysokým hlasem, který mu vynesl přezdívku „Kvičivý“. Jeho přátelské vztahy s vlastníkem automobilového týmu Lloyd Curly Rahn mu zajišťovaly pevnou pozici v závodním týmu. Už v roce 1954 se stal mistrem Midwest Midget a jen těsně přišel o titul Národního šampióna, když prohrál v posledním závodě s Jackem Turnerem. V letech 1957 a 1958 byl Rex druhý v USAC National Midget Division a zvítězil v USAC Midwest Championship v roce 1958.

## Formule 1
| Rok  | 1   | 2   | 3  | 4   | 5   | 6   | 7   | 8   | 9   | 10  | 11  | Pořadí | Body |
| ---- | --- | --- | -- | --- | --- | --- | --- | --- | --- | --- | --- | ------ | ---- |
| 1958 | ARG | MON | NL | 500 | BEL | FRA | GB  | NĚM | POR | ITA | MAR | *      | *    |
| 1959 | MON | 500 | NL | FRA | GB  | NĚM | POR | ITA | USA | *   | *   | *      | *    |

## Vozy
- 1958 – Kurtis 500A, Kurtis 500 G
- 1959 – Lesovsky